# 十上
十上（じゅうじょう）とは、「十たび上る（たてまつる）もの」という意味で、10世紀から11世紀にかけて東アジアで行われた官吏登用試験落第者に対する救済策のこと。その該当者を十上者（じゅうじょうしゃ）と呼ぶ。
たびたび受験しても不合格となっていた者のうち、一定の要件を満たしている者については特別な配慮で合格を認めるとするもの。宋や高麗の科挙においても見られ（『宋史』選挙志1・『高麗史』世家8）、日本でも官僚候補生である文章生を選ぶ文章生試において行われた。日本では文章生試の形骸化、特定家系による文章生独占に拍車をかける結果になった。